# 洞波瑶族乡
洞波瑶族乡是中华人民共和国云南省文山壮族苗族自治州富宁县下辖的一个民族乡。

## 行政区划
洞波瑶族乡下辖以下村级行政区划单位：
洞波村、洞洪村、里那村、那哈村、安那村、坡甫村、洞塘村、坡令村、芭莱村、那达村、那沙村和三湘洞村。